# エミール・ベルナール (音楽家)

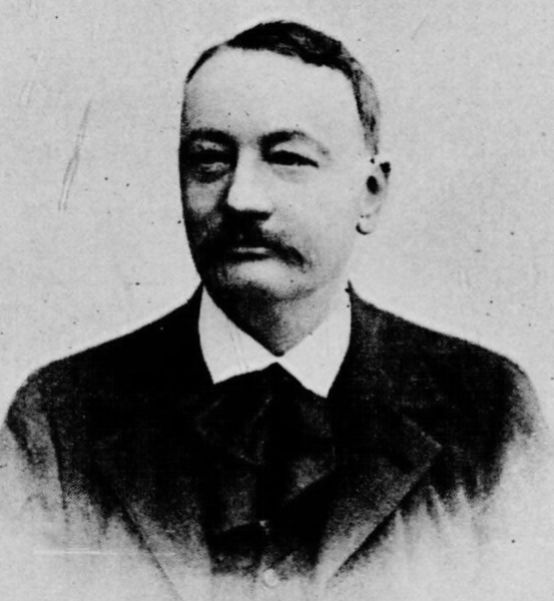
ジャン・エミール・オギュスト・ベルナール (1898)

ジャン・エミール・オギュスト・ベルナール（Jean Émile Auguste Bernard, 1843年11月28日 マルセイユ – 1902年9月11日 パリ）は、フランスのロマン派音楽の作曲家、オルガニスト。
パリ音楽院でオルガンをフランソワ・ブノワに、ピアノをアントワーヌ・フランソワ・マルモンテルに師事する。1885年よりノートルダム・デ・シャン教会のオルガニストに就任するが、1895年に勇退した。《幻想曲とフーガ》は1877年にパリ作曲家協会より授賞されており、パブロ・デ・サラサーテに献呈された《ヴァイオリン協奏曲》は、サラサーテ本人によって1895年にパリ音楽院で演奏された。そのほかの作品に、《ピアノと管弦楽のためのコンツェルトシュテュック》や《チェロと管弦楽のためのロンド》、《ヴァイオリンとピアノのための組曲》が含まれる。《複木管五重奏のための嬉遊曲》作品36は、吹奏楽協会のために作曲された最初の作品である。

## 註記
1. ↑   “Composers' Notes”.   Kaleidoscope Wind. 2009年4月22日閲覧。